# Тонадилья
Тонади́лья (исп. tonadilla — песенка) — жанр испанской музыкальной комедии XVIII—XIX веков.

## История
Тонадилья берёт начало от сатирических песен. Постепенно они переросли в небольшие музыкальные сценки, исполнявшиеся в антрактах драматических спектаклей. По одной из версий, впервые тонадильи как самостоятельные сатирические произведения на злобу дня, а фактически миниатюрные оперы продолжительностью 10—20 минут, начал писать в 1757 году Луис Миссон (исп. Luis Misson).
Наибольшей популярности тонадилья достигла в конце XVIII и самом начале XIX века. Она распространилась на Кубе и в других испаноязычных странах. Позже тонадилья была вытеснена сарсуэлой, однако не исчезла из музыкальной практики окончательно. Некоторые композиторы обращались к тонадилье и позже. Например, песню Мануэля Гарсиа из тонадильи «Мнимый слуга» (1804) почти через 70 лет использовал Ж. Бизе в опере «Кармен» (1873—1874). Э. Гранадос в 1914 году создал цикл пьес для голоса и фортепиано под названием «Собрание тонадилий, написанных в старинном стиле».